# 力麗集團
力麗集團（英語：Lealea Group），創始於1975年，總裁為郭木生，旗下具有多家上市上櫃公司，橫跨紡織、營建、環保及觀光等產業。該集團的總部大樓為旗下的建設公司「力麒建設」（櫃檯中心：5512) 於1995年完工的建案「力麗商業大樓」內。

## 旗下事業
紡織業
- 力麗企業（臺證所：1444）為集團的重要主幹之一，成立於1979年，聚酯加工絲占整個公司的營收近七成，當多數台灣紡織業西進大陸的同時，其仍長年固守台灣的彰化芳苑及桃園楊梅兩個廠區，未從事海外的擴張，該公司已計畫於2017年開始以印尼萬隆為第一個海外擴廠據點[2]。

- 相關產品：

1. 聚酯加工絲
2. 聚酯原絲
3. 聚酯粒

- 力鵬企業（臺證所：1447）1975年印花布市場熱絡，故於目前的新北市土城區設立熱轉印花布廠，1992年於臺灣證券交易所以紡織類股掛牌上市，後再於2000年再於彰化芳苑工業區內設立尼龍絲及尼龍粒加工廠區。

資訊業
- 力麗科技

營建業
- 力麒建設（櫃檯中心：5512)：於1992年成立，建築推案以大台北地區為主，1998年上櫃。
- 力拓營造

環境工程
- 綠山林開發
- 山林水環境工程

教育業
- 力宇教育

休閒事業
- 力麗觀光開發(簡稱：力麗店)（櫃檯中心：5364)：成立於1990年，在1998年上櫃，旗下在台灣地區有儷山林休閒開發、日月潭國際會館(儷山林哲園)、台北哲園、日月潭哲園、花蓮哲園、墾丁哲園及高雄哲園等多家飯店會館，在大陸杭州則開設有一家酒店(LeaLea Hotel Holding Ltd.) ，但不敵當地市場的削價競爭，相關營運成本持續增加，營運效益將無法顯現，已決定售出。 2015年起立力麗明池公司，取得退輔會森保處所有的棲蘭森林遊樂區及明池森林遊樂區十年的經營特許權[3]。2017年於宜蘭員山開設宜蘭力麗威斯汀度假酒店，加盟萬豪國際旗下品牌威斯汀酒店連鎖系統[4]，為宜蘭首家國際連鎖品牌酒店。2020年力麗哲園花蓮館正式以花蓮力麗華美達安可酒店掛牌試營運，進行階段性改裝後，成溫德姆酒店集團進駐台灣觀光市場第一家據點。[5]2023年於日月潭與美國的溫德姆酒店集團合作，斥資40億開設日月潭力麗溫德姆溫泉酒店，屬於高端度假酒店，雙方約定至少在台灣陸續開設5家酒店。[6]

其他
- 郭木生文教基金會

## 外部連結
- 力麗集團(Lealea Group)（页面存档备份，存于）
- 力麗集團 - Google地圖
- 力麒建設官方網站（页面存档备份，存于）